# TETRA

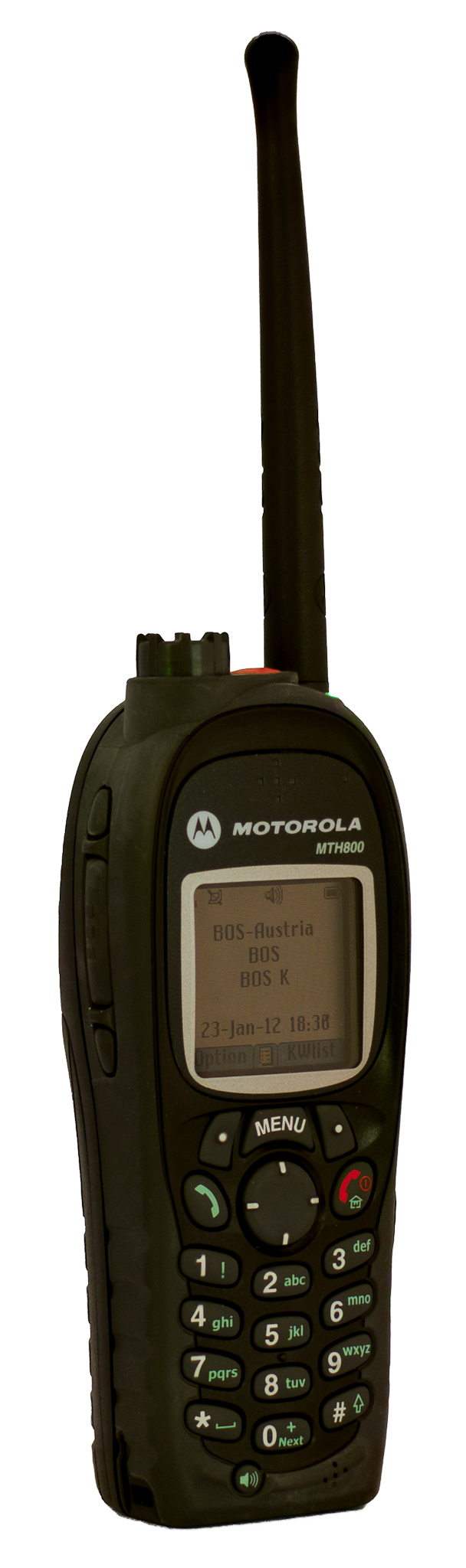
Model de ràdio Motorola MTH800 TETRA

TETRA ( TErrestrial Trunked RAdio, originalment trans european trunked radio ) és un estàndard de comunicació d'ones de ràdio per a ús professional, amb sistemes de vehicles i portàtils, utilitzat principalment per les forces de seguretat pública i militars i serveis d'emergència, així com per serveis civils privats.
TETRA és un estàndard ETSI, la primera versió del qual es va publicar l'any 1995, recomanada pel European Radio Communications Committee (ERC).
Els alts costos fan que TETRA sigui un mode digital molt poc comú en el sector de la ràdio amateur, en comparació amb altres modes digitals com DMR i D-STAR.

## Descripció
TETRA és un conjunt d'estàndards per a sistemes privats de telecomunicacions ( PMR), adreçat a usuaris professionals (cossos de seguretat pública, bombers, protecció civil ), però també als proveïdors de serveis (transport, energia) interessats a disposar de la seva pròpia xarxa de ràdio mòbil. .
Les xarxes TETRA proporcionen principalment els serveis típics de les xarxes privades: trucades de veu de grup de multidifusió semidúplex amb Push-to-talk (PTT), gestió dinàmica de membres de grup, cua de trucades i preempció en funció de la prioritat, trucades autoritzades pel dispatcher, escolta ambiental, missatges d'estat, localització GPS. També estan disponibles serveis típics de xarxa cel·lular : trucades dúplex individuals, identificació de la persona que truca, missatges de text curts (SDS), redirecció a un usuari ocupat o inaccessible. Els terminals TETRA també poden actuar com a telèfons mòbils si arriben a una xarxa externa PSTN, RDSI o PABX mitjançant passarel·la.
A part de les comunicacions de veu, les comunicacions de dades de commutació de circuits o de paquets són possibles, però encara a velocitats de transmissió baixes (mai no superen els 28,8 kbits/s bruts, fins i tot utilitzant una portadora completa).
La privadesa o confidencialitat de les comunicacions s'aconsegueix xifrant les transmissions per aire mitjançant una única clau comuna a tots els usuaris, o claus individuals i grupals regenerades per sessió. També s'admet el xifratge d'usuari d'extrem a extrem .
L'ETSI ha distribuït una versió actualitzada de l'estàndard TMO, anomenada TETRA 2, que afegeix suport per a equips aerotransportades i sobretot especifica una interfície de ràdio de tecnologia OFDM, modulació QAM adaptativa i amplades de banda de fins a 150 kHz, que permeten arribar a la transmissió de dades. velocitat de fins a 538 kbits/s.

### Modes de funcionament
Entre els protocols definits per TETRA que defineixen els seus mètodes de funcionament tenim:
Infraestructura o mode troncal ( Trunked Mode Operation, TMO)

en el que els terminals es comuniquen únicament a través d'una infraestructura ( Switching and Management Infrastructure, SwMI) formada per una xarxa d'una o més Estacions Base (BS), que arbitra i assigna els recursos de ràdio;
mode directe ( operació en mode directe, DMO)

en el que els terminals poden establir comunicacions directament entre si, de manera similar a un walkie-talkie ; en aquesta modalitat només són possibles serveis limitats;
mode repetidor

on un equip pot actuar com a repetidor de senyal entre equips en mode DMO, per ampliar la cobertura;
mode de passarel·la
en el qual un terminal amb capacitats particulars de ràdio i processament de dades actua com a intermediari entre un grup de equips que operen en DMO i una infraestructura TMO. Una situació clàssica d'aquest tipus es produeix quan un dispositiu mòbil instal·lat en un vehicle fa de passarel·la entre la infraestructura de xarxa i les equips portàtils dels ocupants del vehicle, quan aquests s'allunyen.

### Radiofreqüències
A Europa, el sistema TETRA utilitza les freqüències següents:
| País       | Assignació                            | Parells de freqüències (MHz)         |
| ---------- | ------------------------------------- | ------------------------------------ |
| França     | civil/privada                         | 410-430                              |
| França     | Serveis d'emergència                  | 380–400                              |
| Alemanya   | Serveis d'emergència                  | 380–385, 390–395                     |
| Irlanda    | civil/privada                         | 385-389,9, 395-399,9                 |
| Irlanda    | Serveis d'emergència                  | 380-385, 390-395                     |
| Itàlia     | Serveis d'emergència / forces armades | 380-390                              |
| Itàlia     | civil/privada                         | 462-468                              |
| Noruega    | Serveis d'emergència                  | 380–385, 390–395, 406,1–426, 870–876 |
| Regne Unit | Ona d'aire                            | 390.0125-394.9875, 380.0125-384.9875 |
| Regne Unit | AirRadio                              | 454, 464 o 460                       |

A Gran Bretanya el sistema TETRA funciona amb el nom d'Airwave, a Bèlgica és ASTRID, als Països Baixos C2000, a Suècia RAKEL, a Finlàndia VIRVE. Aquests dos últims són els únics serveis TETRA que cobreixen tot un país.

### Aspectes tècnics
TETRA utilitza modulació de fase digital del tipus DQPSK i accés múltiple per divisió de temps ( TDMA ); amb aquest tipus de modulació la potència de l'enllaç descendent és constant. La velocitat de símbols és de 18.000 símbols per segon i cada símbol està assignat a 2 bits. En el mode trunked (TMO), una única ranura consta de 255 símbols, un fotograma conté 4 ranures consecutives i un multiframe (la durada del qual és d'aproximadament 1 segon) consta de 18 fotogrames.
Cada ranura d'una trama es pot utilitzar per a una trucada de veu o de dades diferent i, per tant, el mateix operador pot suportar fins a quatre trucades. Com a canal de control comú s'utilitza com a mínim una ranura de portadora per cèl·lula i s'utilitza per tots els terminals no implicats en la trucada; en aquest canal, denominat Canal de Control Principal (MCCH), es fan els tràmits de registre del terminal i l'establiment de serveis
En el cas de les trucades de veu, els primers 17 fotogrames d'un multiframe realment porten mostres d'àudio codificades, mentre que el divuit s'utilitza per a la senyalització de control i sincronització. En el cas dels canals utilitzats per al transport de dades de paquets o circuits, és possible agregar diverses ranures en el mateix canal lògic per augmentar el rendiment .
A l'enllaç descendent, a més del trànsit normal de veu o dades, es transmet informació de servei, sincronització i emissió. A l'enllaç ascendent hi ha ranures d'accés aleatori alternades, en les quals els terminals competeixen per accedir segons un mecanisme Framed Slotted ALOHA, i ranures reservades, en les quals només un terminal té dret a transmetre. És tasca de la subcapa MAC de l' estació base arbitrar l'assignació de ranures als terminals en funció de les seves peticions i previsions d'ús futur respecte als serveis assignats.

## Avantatges
Els principals avantatges de TETRA respecte d'altres tecnologies cel·lulars (com ara GSM ) són:
- nivells de cobertura molt elevats amb un nombre reduït d'emissors, i la consegüent reducció dels costos d'infraestructura, gràcies a l'ús d'una freqüència més baixa;
- Temps ràpids de configuració de la connexió: generalment es crea una trucada d'un a molts en 0,5 segons (normalment menys de 250 ms per a un sol node) enfront dels molts segons necessaris per a GSM;
- diferents modes d'emergència en comparació amb altres tecnologies cel·lulars, amb la capacitat d'una estació base per processar trucades locals en absència de la resta de la xarxa i per al mode directe, on els terminals poden continuar compartint el canal directament si la infraestructura té una fallada o inabastable;
- mode passarel·la, en què un únic terminal amb connexió a la xarxa pot actuar com a relé per a altres terminals propers que no poden contactar amb la infraestructura;
- funcionalitat punt a punt, que no ofereixen altres serveis de ràdio d'emergència, que permet a l'usuari connectar-se entre terminals sense necessitat de la implicació directa d'un operador o despatxador supervisor;
- connexions un a un, però també un a molts i molts a molts, a diferència d'altres tecnologies cel·lulars que només permeten connexions un a un; Aquests múltiples modes de funcionament són importants per a la seguretat pública i els usos professionals.

## Inconvenients
Els principals desavantatges de TETRA respecte d'altres tecnologies cel·lulars són:
- Només pot suportar una densitat d'usuaris per àrea força baixa, en comparació amb GSM i altres tecnologies (tot i que això no és, en general, una limitació real per a les aplicacions professionals a les quals va dirigit);
- els terminals són més cars (uns 750€ el 2003, i 600€ el 2006), per l'absència d'una economia d'escala real (donat el petit nombre d'usuaris) i pel millor nivell de qualitat requerit per als sistemes d'alta fiabilitat ;
- La transferència de dades es produeix a només 7,2 kbit/s per interval de temps (3,5 kbit/s de rendiment net dels paquets de dades), encara que es poden combinar fins a 4 intervals de temps en un sol canal de dades per aconseguir velocitats més altes, ja que cal complir la restricció imposada pels 25 espectre espaiat en kHz;

## Galeria d'imatges

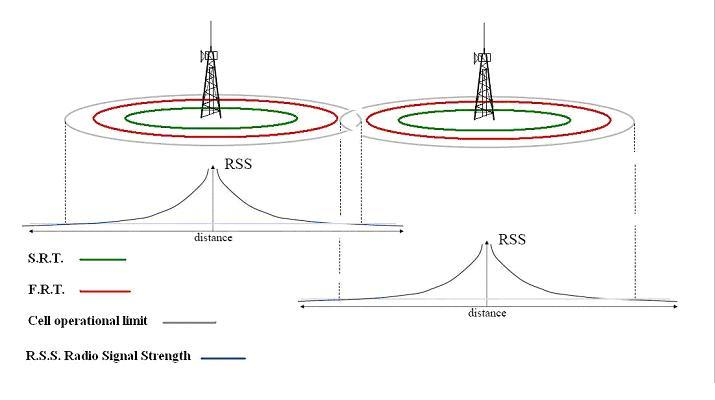
RSS SRT FRT de cèl·lules veïnes
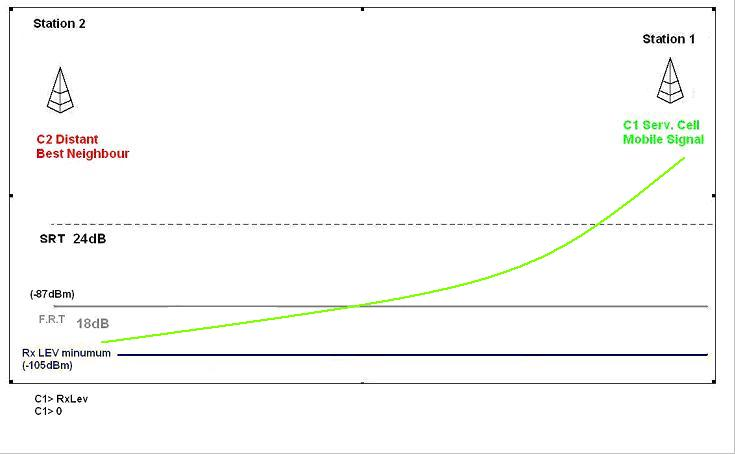
Selecció cel·lular inicial
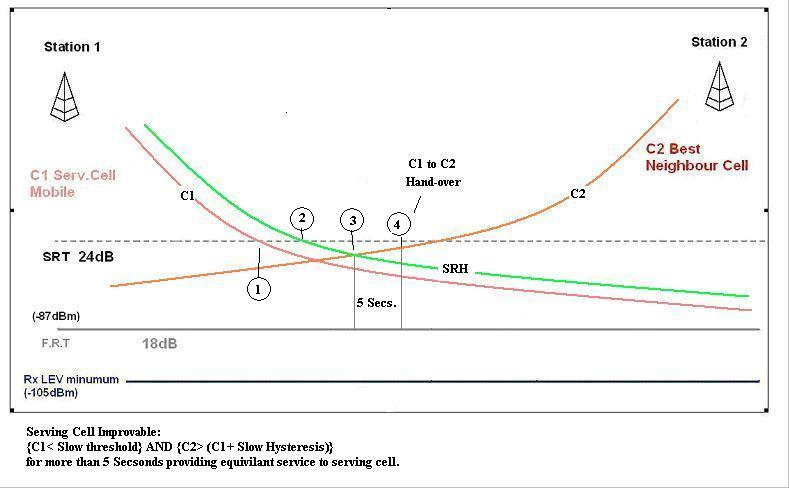
Cell·la actualitzable
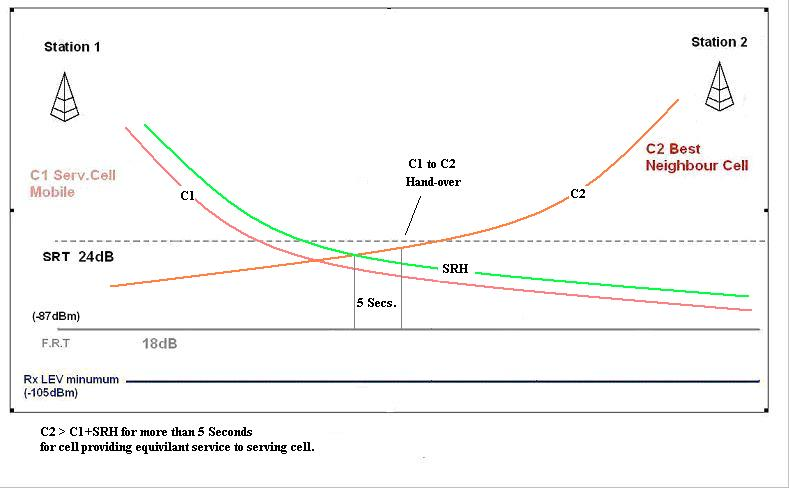
Telèfon mòbil utilitzable (utilitzable)
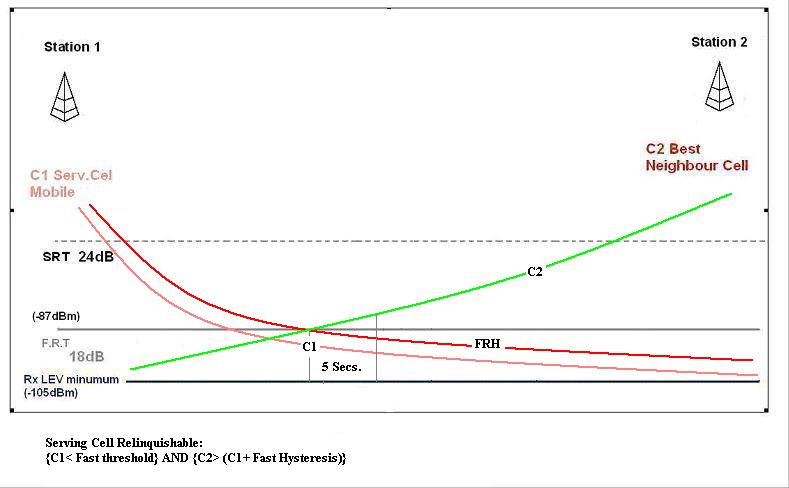
Cèl·lula abandonada
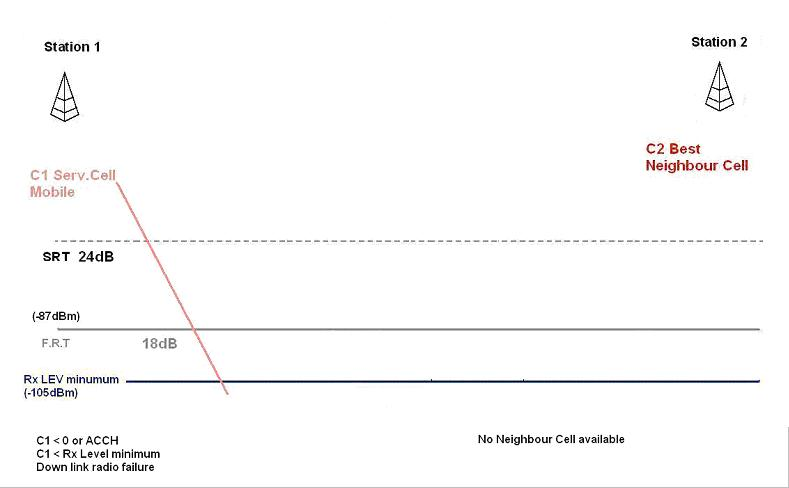
Error de connexió